# 長倉正明
長倉 正明（ながくら まさあき、1992年6月22日 - ）は、日本の俳優である。クィーンズアベニューに所属していた。

## 人物
- 趣味は映画鑑賞・ダーツ・カラオケ・カフェ巡り・散歩・ビリヤード[1]。
- 特技はバスケットボール[1]。

## 主な出演作品

### 舞台
- 「イナズマイレブン」（2010年9月4日 - 12日、東京ドームシティ シアターGロッソ）- 松野空介（マックス）役
- 「大江戸鍋祭 ~ あんまりはしゃぎすぎると討たれちゃうよ ~」（2011年12月、明治座 / 梅田芸術劇場）- 上杉綱憲 / お岩さん 役
- MUSICAL LIVE「天使達―ANGELS―」〜俺たちは天使か!?〜 （2012年6月、新宿ライブハウスFACE）- レミエル 役[2]
- 『MACBETH』（2012年8月、ラフォーレミュージアム原宿）- フリーアンス / 幻影 / 魔女 / 侍女 役
- 「歳末明治座る・フェア ~ 年末だよ ! みんな集合 !! ~」（2013年12月21日 - 24日　/　31日、明治座 / NHK大阪ホール）- 佐藤忠信 役
- オトメステージVol.2「擬人カレシ ~ けもみみ大作戦!? ~」（2014年12月10日 - 12月14日、新宿村LIVE）- 主演・アヤト 役
- KENプロデュース第23回公演「ライトニング~ run death game ~」（2016年2月6日 - 7日、北沢タウンホール）- レオンハート＝ベルガ－ 役
- Club SLAZY-Another world-（2016年7月6日 - 17日、新宿FACE） - Eyeball 役 [3]
- 青少年自殺防止ミュージカル「つまづいても」         (2016年10月8日 / 10月19日、帝京平成池袋キャンパス / 早稲田大学早稲田キャンパス) - 大川光 役
- 10・Quatre Vol.12 シアターΧ連携公演「今、一太刀-赤穂浪人傳-」  (2016年12月21日-25日、両国シアターΧ) - 大石主税役
- 「遙かなる時空の中で6 幻燈ロンド」（2017年5月4日 - 10日、全労済ホール スペース・ゼロ）- 萬 役
- 「OZMAFIA!!」（2017年9月6日 - 10日、全労済ホール スペース・ゼロ） - ヘンゼル 役

### テレビ
- パーフェクト・リポート 第1話（フジテレビ、2010年10月17日）- 学生 役
- 戦国鍋TV 〜なんとなく歴史が学べる映像〜（2010年、tvkほか）- 家康徳川の統べりたい話 / 徳川15代将軍 - 徳川家定 役
- 花ざかりの君たちへ〜イケメン♂パラダイス〜 2011（フジテレビ、2011年6月）- 竹橋豊 役
- 戦国鍋TV tvkに40年の歴史あり ! 祝ってみせようホトトギスLIVE（2012年12月31日、tvkほか）
- 水曜ミステリー9「湯けむりドクター華岡万里子の温泉事件簿7 赤い殺意〜禁断の果実を抱く女〜」（テレビ東京、2013年3月13日）- 金村勇樹 役
- 戦国鍋TVライブツアー 〜武士ロックフェスティバル2013〜（2013年3月31日、tvk ほか）
- ブラックプレジデント 第1話（フジテレビ、2014年4月8日）- 野村将太 役
- 痛快TV スカッとジャパン（フジテレビ、2015年5月11日）- 迷惑ゲーマー 役
- 動物戦隊ジュウオウジャー第4話（テレビ朝日、2016年3月6日）- ストリートミュージシャン 役

### 映画
- 僕たちは世界を変えることができない。（2011年9月23日公開）

### ミュージックビデオ
- かむろ8「スパイなスパイス」

### その他
- PV フレンチ・キス 2ndシングル「If 〜今日、恋をはじめます〜」（2011年1月）- 鈴木 役
- モデル 日之出出版刊「fine」（2013年4月号 - ） - 専属モデル
- 公開審査番組「新ホストちゃん入店テスト」生放送FRESH! by AbemaTV    (2016年8月30日)